# Scrancia cupreitincta
Scrancia cupreitincta är en fjärilsart som beskrevs av Sergius G. Kiriakoff 1962. Scrancia cupreitincta ingår i släktet Scrancia och familjen tandspinnare. Inga underarter finns listade.